# Ruslan Hrísxenko
Ruslan Hrísxenko (en ucraïnès: Руслан Грищенко, Simferòpol, República Socialista Soviètica d'Ucraïna, el 4 de febrer del 1981) és un ciclista ucraïnès professional des del 2002 fins al 2015.

## Palmarès
- 2001
  - 1r a la Lieja-Bastogne-Lieja sub-23
  - 1r a la Fletxa ardenesa
  - Vencedor d'una etapa a la Volta a Turíngia
- 2002
  - 1r al Giro del Mendrisiotto
  - 1r a la Fletxa ardenesa
  - Vencedor d'una etapa al Giro de la Vall d'Aosta
- 2005
  - 1r al Piccolo Giro de Llombardia

### Resultats al Giro d'Itàlia
- 2003. Abandona